# Italo-Québécois
 (novembre 2023).
Si vous disposez d'ouvrages ou d'articles de référence ou si vous connaissez des sites web de qualité traitant du thème abordé ici, merci de compléter l'article en donnant les références utiles à sa vérifiabilité et en les liant à la section « Notes et références ».
Les Italo-Québécois sont les habitants du Québec (Canada) d'origine italienne, l'un des plus importants groupes ethniques de la province. Le groupe compte environ 250 000 individus, qui sont principalement localisés dans la grande région de Montréal. Saint-Léonard est un arrondissement de la ville de Montréal, dont 40 % de la population est constituée de gens d'origine italienne. Il y a aussi plusieurs autres quartiers ou arrondissements à caractère italien à Montréal, tels que LaSalle, Ville-Émard, Montréal-Nord, Rivière-des-Prairies et la « Petite Italie » près du Marché Jean-Talon.
Plusieurs organisations dédiées à ce groupe sont situées à Montréal. On dénombre entre autres un consulat, un institut culturel financé par le gouvernement italien (Institut culturel italien de Montréal), un centre culturel communautaire (Centre Léonard-de-Vinci), des banques et caisses populaires, une radio communautaire (CFMB 1280AM), des émissions de télévision à la station communautaire de Montréal ainsi que plusieurs églises et associations.
Il y a chaque été à Montréal un festival italien où les Italo-Québécois font connaître leur culture d'origine. On retrouve aussi plusieurs fêtes à caractère religieux dans les différents quartiers abritant une communauté italo-québécoise importante (par exemple la Festa della Madonna dans la Petite Italie).
Les Italo-Québécois de 2e et 3e génération sont pour la plupart trilingues (italien, anglais et français).

## Liste de personnalités italo-québécoises
- Mauro Biello - joueur de soccer, entraîneur sélectionneur à l’académie du FC Montréal
- Eugenio Bolongaro - italianiste
- Barbara Bonfiglio, dite Misstress Barbara - disc-jockey
- Dino Bravo, catcheur
- Wally Buono (en), football canadien
- Marco Calliari - chanteur
- Carlo Catelli - sculpteur pour églises
- Carlo Onorato Catelli - fondateur de la compagnie de pâtes alimentaires Catelli et neveu du sculpteur
- Gerolanimo et Angelo Catelli, Jérôme Catelli-Denys - propriétaires successifs de la taverne qui s'appelle aujourd'hui Cheval Blanc.
- Luca Caminati - historien du cinéma
- Franco Cavallaro - animateur
- Enrico Ciccone - joueur de hockey
- Nicola Ciccone - chanteur
- Tony Conte - acteur
- Jim Corsi - joueur de hockey
- Vincent Cotroni - criminel et ex-chef de la mafia montréalaise
- Pierre Curzi - acteur, homme politique indépendantiste
- Nick DeSantis - joueur et entraîneur de soccer
- Francesco di Feo - syndicaliste
- Ronald DiLauro - musicien
- James Di Salvio - compositeur
- Josée Di Stasio - animatrice télé, auteure
- Michel Donato musicien jazz
- Angelo Esposito - joueur de hockey
- Stefano Faita -écrivain-cuisine
- Claudia Ferri - actrice
- Jeremy Filosa - animateur
- Serge Fiori - chanteur, guitariste, auteur-compositeur
- Liza Frulla - femme politique
- Alfonso Gagliano - homme politique
- Steve Galluccio - écrivant, dramaturge, scénariste
- Natasha Gargiulo - animatrice
- Arturo Gatti - boxeur
- Simon Gatti - joueur de soccer
- Valerio Gazzola - entraîneur de soccer
- Davide Gentile - journaliste
- Sandro Grande - joueur de soccer
- Joseph Guardo, artiste
- Vincenzo Guzzo - entrepreneur
- Roberto Luongo - joueur de hockey
- Cosmo Maciocia - homme politique
- Danny Maciocia - entraîneur de football
- Rosanna Maule - historienne du cinéma
- Setrag Manoukian - anthropologue
- Michael Massih -  johnny sins master-bater  8===D
- Silvestra Mariniello - historienne du cinéma
- Tony Marinaro - animateur
- Roberto Medile - acteur
- Marco Micone - dramaturge
- Guido Molinari - peintre
- Joe Morselli - homme d'affaires
- Sergio Momesso - hockeyeur
- Tony Nardi - acteur
- Franco Nuovo - journaliste/chroniqueur
- Marina Orsini - actrice
- Romano Orzari - acteur
- Viva Paci - historienne du cinéma
- Martin Perizzolo - humoriste, acteur
- Dominic Perna - joueur de hockey
- Nevio Pizzolitto - joueur de soccer
- Monica Proietti - criminelle
- Giovanni Princigalli - cinéaste
- Bruno Ramirez - historien
- Angèle Rizzardo- chef
- Vito Rizzuto - présumé chef d'une organisation mafieuse
- Pietro Rizzuto - homme d'affaires
- Niccolo Rizzuto - présumé membre d'une organisation mafieuse
- Vera Rosati - syndicaliste
- Gino Rosato - ingénieur
- Bruno Rosato - régisseur de distribution (cinéma) [1]
- David Rosso - homme d'affaires
- Filomena Rotiroti- Politicenne
- Joey Saputo - homme d'affaires
- Lino Saputo - homme d'affaires
- Christian Sbrocca - joueur de hockey
- Luca Sollai - historien
- Alexandre Tagliani - pilote automobile
- Paul Tana - cinéaste
- Dino Tavarone - acteur
- Ricardo Trogi - cinéaste
- Gino Vannelli - chanteur
- Sol Zanetti - homme politique indépendantiste
- Alfred Gagliardi - homme d'affaires et politique

### Volumes
- Barry Lazae, A guide to ethnic Montréal, Montréal, General Publishing Co., 1992, 324 pages.
- Bruno Ramirez, Les premiers Italiens de Montréal, Montréal, Éditions Boréal Express, 1984, 135pages.
- Donat Taddeo  et Raymond C. Taras, Le débat linguistique du Québec, Montréal, Les Presses de l’université de Montréal, 1987, 227 pages.
- Guerra Vincenzo Uccielo, Italians Everywhere, Montréal, Canadian Volume, 1989, 203 pages.

### Films
- Dimanche d'Amérique — documentaire de Gilles Carle sur l'immigration italienne au Québec
- Notes sur une minorité (1965) - documentaire de Gianfranco Mingozzi sur l'émigration italienne au Québec
- Café Italia (1985) — documentaire de Paul Tana sur l'immigration italienne au Québec
- La sarrasine  (1992) -film de fiction de Paul Tana sur l'immigration italienne au Québec
- Mambo italiano (2003) - film de fiction de Émile Gaudreau sur une famille italienne et un couple gay italien à Montréal
- J'ai fait mon propre courage (2009, Ho fatto il mio coraggio) — documentaire  de Giovanni Princigalli sur l'immigration italienne au Québec